# Nikita Michajlovskij
Nikita Aleksandrovič Michajlovskij (in russo Никита Александрович Михайловский?; Pavlovo, 10 settembre 2000) è un cestista russo.

## Palmarès

### Squadra
- VTB United League: 2

CSKA Mosca: 2023-2024, 2024-2025
- Supercoppa VTB United League: 1

CSKA Mosca: 2024

### Individuale
- VTB United League Young Player of the Year: 2

Avtodor Saratov: 2018-19, 2020-21